# Bahamy
Bahamy (ang. Bahamas), Wspólnota Bahamów (ang. Commonwealth of The Bahamas) – państwo wyspiarskie, położone na archipelagu Bahamy należącym do Indii Zachodnich na Oceanie Atlantyckim.

## Geografia
Wyspy archipelagu obejmują 13 880 km² i wznoszą się niewiele ponad poziom morza. Długość linii brzegowej wynosi 3542 km. Najwyższy punkt archipelagu leży na wysokości 63 m n.p.m. (Mount Alvernia na Cat Island). Spośród około 700 wysp tylko 26 jest zamieszkanych. Liczba ludności wynosi 382,6 tys. osób (2014). Powierzchnia wysp ma charakter równinny, a wzdłuż niektórych fragmentów wybrzeża znajdują się słone bagna porośnięte namorzynem. Średnia temperatura wynosi +27 °C w lecie i +21 °C w zimie, roczna suma opadów deszczu przekracza 1000 mm.

### Klimat
Bahamy często nawiedzają tropikalne burze i huragany. W 1992 roku huragan Andrew przeszedł przez północne części wyspy, a w 1999 w pobliżu wschodnich wysp przeszedł huragan Floyd. W 2017 roku uderzył huragan Irma, wyrządzając jednak mniejsze szkody niż na okolicznych wyspach. W 2019 przez wyspy przetoczył się huragan Dorian.

### Główne wyspy
- North Andros(inne języki) (3439 km²; wchodząca w skład grupy wysp Andros o łącznej powierzchni 5957 km²)
- Wielkie Abaco (1681 km²)
- Wielka Inagua (1544 km²)
- South Andros(inne języki) (1448 km²; wchodząca w skład grupy wysp Andros)
- Wielka Bahama (1373 km²)
- Long Island (596 km²)
- Eleuthera (518 km²)
- Cat Island (389 km²)
- Acklins (311 km²)
- Mayaguana (285 km²)
- New Providence (207 km²)
- Great Exuma Island(inne języki) (158 km²)
- Crooked Island (148 km²)
- Berry Islands(inne języki) (78 km²)

### Największe jezioro
- Killarney (7,8 km²)

### Główne miasta
- Freeport
- Rock Sound
- Rolleville
- Matthew Town
- Nassau

### Główny port
- Nassau

## Historia
Do XVI wieku wyspy zamieszkiwane były przez ludność rdzenną ze szczepu Lucayan. W 1492 roku na wyspy przybyła wyprawa Krzysztofa Kolumba (archipelag był pierwszym lądem w Ameryce Środkowej, do którego przybyła ekspedycja). Kolumb odwiedził wyspy San Salvador (Bahamy), Rum Cay, Long Island (Bahamy), Crooked Island. Na wyspach napotkał ludność rdzenną. Stwierdził jednak, że nie posiada ona złota ani innych bogactw, więc udał się w dalszą podróż. 
Wkrótce po wyprawie Kolumba na wyspy przybył Amerigo Vespucci, który w 1499 roku przemocą porwał 255 osób i zabrał ich do Hiszpanii. W kolejnych latach wyspy odwiedzali europejscy handlarze niewolników, którzy porywali pierwotnych mieszkańców wysp i wywozili ich na tereny Haiti i Dominikany. Część z porwanych, która przeżyła podróż, była zmuszana do niewolniczej pracy. W 1508 roku Hiszpania oficjalnie zalegalizowała porywanie niewolników na tych terenach. W 1517 roku gubernator Kuby Diego Velazquez wysłał dużą wyprawę na wyspy w celu pozyskania niewolników. W wyniku działań Hiszpanii wyspy zostały całkowicie wyludnione w latach 1520-1533. 
W 1648 roku na wyspie rozpoczęła się kolonizacja angielskich purytanów. Jej początkiem była wyprawa Williama Sayle'a z Bermudów na Bahamy. Nie wiadomo dokładnie, gdzie Sayle zszedł na ląd. Anglik nazwał wyspy Eleutheria (od greckiego terminu określającego wolność). Początki kolonizacji były trudne, Sayle i część początkowych osadników powróciło po kilku latach na Bermudy. W 1666 na Bahamy przybyła kolejna angielska wyprawa kolonizacyjna z Bermudów, tym razem na wyspę New Providence. Wyspy były przedmiotem sporu między Wielką Brytanią a Hiszpanią, która nie uznała angielskiej kolonizacji. W czasach kolonialnych na wyspy masowo sprowadzano afrykańskich niewolników.
W trakcie wojny secesyjnej w Stanach Zjednoczonych wyspy były ośrodkiem handlu z siłami konfederackimi. W czasach amerykańskiej prohibicji w dwudziestoleciu międzywojennym wyspy służyły do przemytu alkoholu. W okresie II wojny światowej wojska Stanów Zjednoczonych wybudowały na Bahamach bazy wojskowe.
W 1964 roku wyspy otrzymały od Brytyjczyków autonomię, a w 1973 roku niepodległość, mimo to pozostały one członkiem Wspólnoty Narodów. Od 1967 roku władzę sprawowała Postępowa Partia Liberalna, w 1992 roku do władzy po raz pierwszy doszedł Wolny Ruch Narodowy. Od tamtego czasu obie partie zmieniają się w rządach. Na podstawie Rezolucji Rady Bezpieczeństwa ONZ nr 336 z 18 lipca 1973 Bahamy zostały członkiem ONZ.
Obecnie Bahamy są punktem przerzutowym narkotyków do Stanów Zjednoczonych oraz Europy Zachodniej, wyspy są również miejscem nielegalnych transakcji finansowych. Pod presją międzynarodowych organizacji finansowych wyspy w 2000 roku zostały zmuszone do wprowadzenia bardziej rygorystycznych zasad kontroli bankowych.

## Podział administracyjny
Bahamy podzielone są na 31 dystryktów.

## Gospodarka
Dwie trzecie ludności mieszka na wyspie New Providence. Główną gałęzią gospodarki jest turystyka, przynosząca połowę całkowitego dochodu i zatrudniająca 66% ludności czynnej zawodowo. Rozwinęła się również bankowość, produkcja odzieży, lodu, perfum i biżuterii. Rolnicy na wyspach zajmują się przede wszystkim produkcją soi, jaj, owoców, mięsa, ryb, warzyw i trzciny cukrowej.

## Demografia
Według danych ONZ Bahamy posiadają najmłodszą wiekowo populację świata. Blisko 50% ludności nie przekroczyło 30 roku życia, a kolejnych 15% 40 roku życia.
- Liczba mieszkańców: 307 451
- Średnia gęstość zaludnienia: 21 osób/km²
- Skład etniczny[7][8]:
  - czarni: 90,6% (w tym kilka procent stanowią Haitańczycy, istnieje też społeczność Jamajczyków)
  - biali: 4,7%
  - Mulaci: 2,1%

### Religia
Struktura religijna kraju w 2015 roku według The Association of Religion Data Archives:
- protestanci – 72,6%:
  - baptyści,
  - anglikanie – 12,3%,
  - zielonoświątkowcy – 11,5%,
  - metodyści i uświęceniowcy,
  - adwentyści dnia siódmego,
- katolicy – 10,8%,
- inni i nieokreśleni chrześcijanie – 7,6%,  Osobny artykuł: Świadkowie Jehowy na Bahamach.
- bez religii – 4,3%,
- nieznane – 2,2%,
- synkretyzm chrześcijański – 1,9%,
- bahaiści – 0,4%,
- inne religie – 0,3%.